# Troféu Colombino
Troféu Colombino (em castelhano Trofeo Colombino) é um torneio de futebol de verão realizado anualmente pelo clube Real Club Recreativo de Huelva em sua casa, Huelva, Espanha. O torneio é realizado em homenagem a  Recre como o clube de futebol mais antigo da Espanha e tem sido realizado desde 1965. O Recreativo ganhou a maioria das vezes.

## Campeões
| Ano  | Campeão           | Segundo           | Terceiro           | Quarto               |  |
| ---- | ----------------- | ----------------- | ------------------ | -------------------- |  |
| 1965 | Recreativo        | Genoa             | Racing Paris       |                      |  |
| 1966 | Atlético Madrid   | Recreativo        | Stade Reims        | Os Belenenses        |  |
| 1967 | Recreativo        | Sevilla           | Vitória de Setúbal | Olympique Lyon       |  |
| 1968 | Betis             | Recreativo        | Portuguesa-RJ      | FAR Rabat            |  |
| 1969 | São Paulo         | Real Madrid       | Anderlecht         | Las Palmas           |  |
| 1970 | Real Madrid       | Spartak Moscow    | Standard Liège     | Sevilla              |  |
| 1971 | Újpest Dosza      | CSKA Moscow       | Real Madrid        | Betis                |  |
| 1972 | Atlético Madrid   | Slovan Bratislava | Fluminense         | Valencia             |  |
| 1973 | Dinamo Tbilisi    | Benfica           | Derby County       | Atlético Madrid      |  |
| 1974 | Feyenoord         | Újpest Dosza      | Betis              | Bayern Munich        |  |
| 1975 | Sevilla           | Athletic Bilbao   | River Plate        | Dinamo Tbilisi       |  |
| 1976 | Partizan          | Atlético Madrid   | Manchester City    | Betis                |  |
| 1977 | Recreativo        | Honvéd Budapest   | Újpest Dosza       | Real Sociedad        |  |
| 1978 | Stal Mielec       | Dinamo Bucarest   | Sevilla            | Recreativo           |  |
| 1979 | Recreativo        | Beveren           | Betis              | Stal Mielec          |  |
| 1980 | Vasco da Gama     | Recreativo        | Espanyol           | Dinamo Zagreb        |  |
| 1981 | Athletic Bilbao   | FC Barcelona      | Atlético Madrid    | Recreativo           |  |
| 1982 | Nottingham Forest | Recreativo        | Sevilla            | Athletic Bilbao      |  |
| 1983 | Betis             | América           | América-RJ         | Recreativo           |  |
| 1984 | Real Madrid       | Recreativo        | Betis              | Málaga               |  |
| 1985 | Sevilla           | Atlético Madrid   | Botafogo           | Recreativo           |  |
| 1986 | Recreativo        | Manchester City   | FC Barcelona       | Sevilla              |  |
| 1987 | Recreativo        | Benfica           | Espanyol           | Betis                |  |
| 1988 | Flamengo          | Recreativo        | Cruzeiro           | Zaragoza             |  |
| 1989 | Real Madrid       | Spartak Moscow    | Betis              | Recreativo           |  |
| 1990 | Athletic Bilbao   | Recreativo        | Atlético Madrid    | Betis                |  |
| 1991 | Atlético Madrid   | Sevilla           | Recreativo         | Spartak Moscow       |  |
| 1992 | Chile             | Benfica           | Uruguai            | Recreativo           |  |
| 1993 | Atlético Madrid   | Sampdoria         | São Paulo          | Sevilla              |  |
| 1994 | Zaragoza          | Betis             | Atlético Madrid    |                      |  |
| 1995 | Betis             | Mérida            | Recreativo         |                      |  |
| 1996 | Sevilla           | Recreativo        | Valladolid         | Betis                |  |
| 1997 | Grêmio            | Sevilla           | Zaragoza           | Recreativo           |  |
| 1998 | Recreativo        | Real Sociedad     | Betis              | Olympiakos           |  |
| 1999 | Athletic Bilbao   | Málaga            | Recreativo         | PSV                  |  |
| 2000 | Recreativo        | Betis             | Las Palmas         | Málaga               |  |
| 2001 | Celta             | Tenerife          | Recreativo         | Osasuna              |  |
| 2002 | Atlético Madrid   | Recreativo        | Sevilla            | Espanyol             |  |
| 2003 | Recreativo        | Málaga            | Sevilla            | Panathinaikos        |  |
| 2004 | Recreativo        | Málaga            | Real Sociedad      | Betis                |  |
| 2005 | Sevilla           | Recreativo        | Athletic Bilbao    |                      |  |
| 2006 | Sporting          | Recreativo        | Sevilla            | Bolton               |  |
| 2007 | Parma             | Recreativo        | Real Zaragoza      |                      |  |
| 2008 | Recreativo        | Athletic Bilbao   | Málaga             |                      |  |
| 2009 | Betis             | Real Zaragoza     | Recreativo         |                      |  |
| 2010 | Recreativo        | Sporting de Gijón | Atlético de Madrid | Montevideo Wanderers |  |
| 2011 | Atlético Madrid   | Recreativo        |                    |                      |  |
| 2012 | Getafe            | Recreativo        | Sporting           | Atlético Tetuán      |  |
| 2013 | Levante           | Pescara           | Recreativo         | SC Olhanense         |  |
| 2014 | Barcelona         | Recreativo        |                    |                      |  |
| 2015 | Betis             | Recreativo        |                    |                      |  |
| 2016 | Recreativo        | Córdoba           | Betis              |                      |  |